# Dear Land of Guyana, of Rivers and Plains
Dear Land of Guyana, of Rivers and Plains (Querida Terra da Guiana, de Rios e Planícies) é o hino nacional da Guiana. Escolhido um mês antes da independência em 1966, a letra foi escrita por Archibald Leonard Luker e a música composta por Robert Cyril Gladstone Potter.